# Sjoerd Bakker

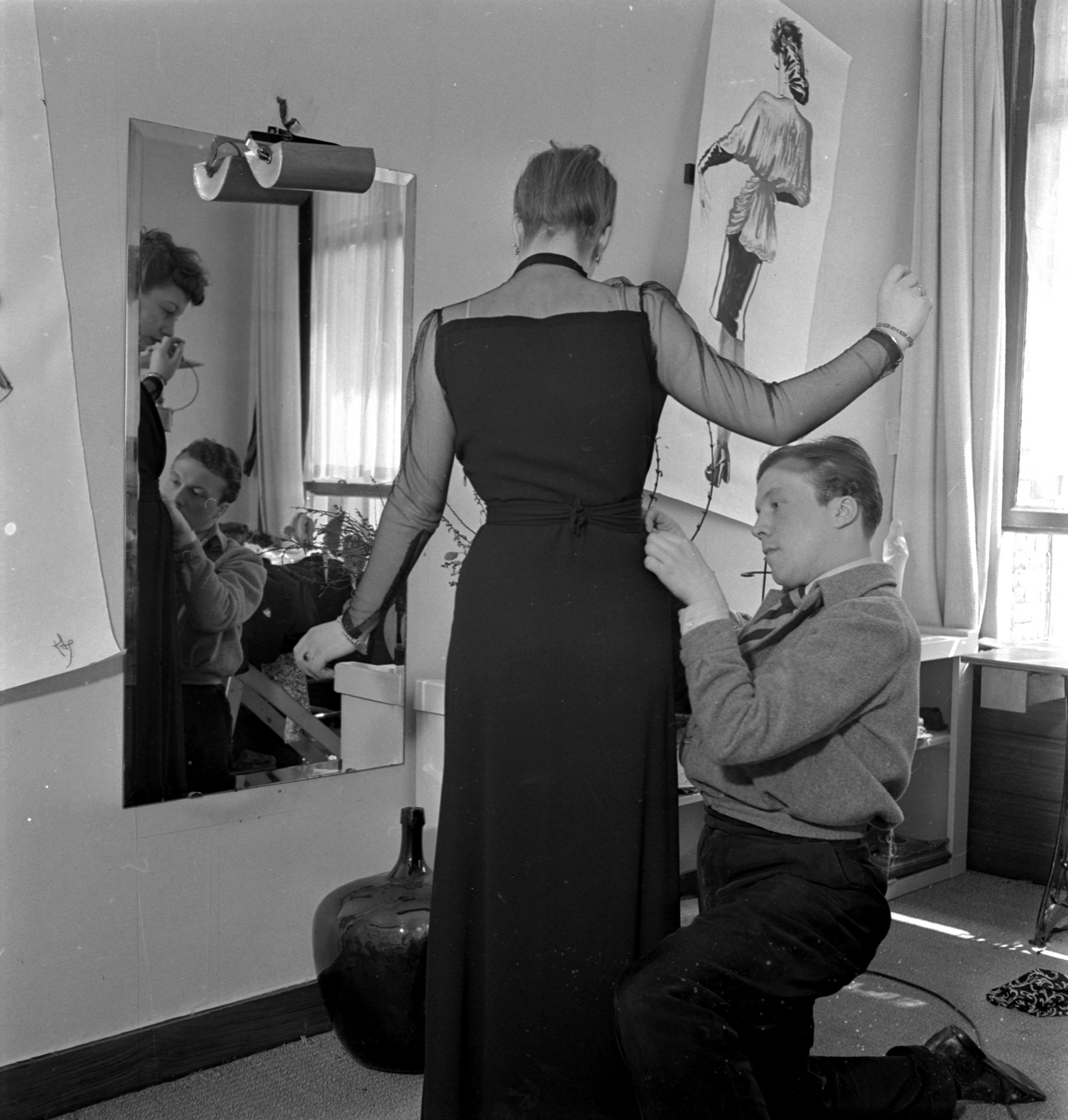
Kleren passen bij Sjoerd Bakker

Sjoerd Bakker (Leeuwarden, 10 juni 1915 – Overveen, 1 juli 1943) was een Nederlandse verzetsstrijder tijdens de Tweede Wereldoorlog.
De Amsterdamse couturier Sjoerd Bakker – hij wordt altijd als kleermaker aangeduid, maar de advocate Lau Mazirel noemt hem later een veelbelovende ster, die zich eigenlijk al had waargemaakt als couturier – was samen met schilder-schrijver Willem Arondéus actief in het Amsterdamse verzet. Net als Arondéus was hij homoseksueel. Sjoerd, wiens familie de modemagazijnen P.S. Bakker in Leeuwarden en Groningen bezat, werd opgeleid bij Hirsch & Cie en vestigde zich daarna met een aantal modinettes in de Vondelstraat 24, om de hoek bij het Leidseplein en de Leidsestraat. Max Heymans vertelde na de oorlog hoe hij voor Sjoerd hoedjes ontwierp toen hij ondergedoken zat.
Sjoerd sloot zich met Aa van der Meer, een dikke vriendin, die voor de oorlog bij Metz werkte en die in de oorlog als koerierster ging werken, aan bij de verzetsgroep rond de beeldhouwer Gerrit van der Veen. Hij was een van de deelnemers aan de aanslag op het Amsterdamse bevolkingsregister aan de Plantage Middenlaan in 1943. Omdat hij modeontwerper was, naaide hij in zijn atelier alle politie-uniformen die gebruikt zouden worden door de aanslagplegers zodat die vermomd als politieman binnen konden dringen. Onder leiding van Van der Veen en samen met Willem Arondéus drongen Johan Brouwer, Karl Gröger, Coos Hartogh, Henri Halberstadt, Rudi Bloemgarten, Sam van Musschenbroek, Koen Limperg, Guus Reitsma, Cornelis Leendert Barentsen en Cornelis Roos vermomd als politieman op 27 maart 1943 het gebouw binnen en bliezen met explosieven het pand op.
Ook Frieda Belinfante speelde een belangrijke rol bij de voorbereiding, maar zij mocht niet deelnemen omdat ze een vrouw was. Na de aanslag dook Sjoerd onder maar hij werd opgepakt en na een proces in het Koloniaal Instituut (nu het Tropeninstituut) door de Duitsers gefusilleerd in de duinen van Overveen. In 1986 werd hij genoemd als Rechtvaardige onder de volkeren.
Vlak voor zijn executie mocht Sjoerd nog een verzoek doen. Hij vroeg om zijn mooie roze overhemd. Daarin werd hij samen met de 11 anderen vermoord in de duinen bij Overveen. Toen na de oorlog het graf werd ontdekt, hielp het roze overhemd om de groep te identificeren.
Zijn oom van vaderszijde, Paul (Stephanus Johannes Paul,1900) en zijn oudste broer Popke Sjoerd (1912) deden ook verzetswerk en overleefden eveneens de oorlog niet. Paul, die vanaf 1941, behalve Vrij Nederland en Trouw, miljoenen stuks illegaal drukwerk vervaardigde, werd op 9 februari 1945 gefusilleerd, Popke was een van de slachtoffers van de schietpartij op de Dam op 7 mei 1945. De dichter, journalist en het Tweede Kamerlid Fedde Schurer schreef daarover in zijn Herinneringen: "Popke stond naast ons op De Dam, een van de familie waarvan de SD zei, dat ze een Privatkrieg met Duitsland schenen te voeren."
Sjoerds broer Albert en zijn neef Bert Bakker, de uitgever, werkten allebei voor Vrij Nederland. Samen met Aa van der Meer, die nog vlak voor zijn dood met Sjoerd verloofd was, gebruikten zij het atelier aan de Vondelstraat als onderduikadres. Hier leerde Aa Henk van Randwijk van het illegale Vrij Nederland kennen met wie zij een langdurige verhouding kreeg.
In de hongerwinter charterde Albert het binnenvaartschip De Adelaar III om in Friesland honderdzestig ton aardappelen op te halen, die Vrij Nederland gekocht had, en terug te varen naar Amsterdam, waarbij de havenmeesters omgekocht werden met flessen jenever. Na de oorlog werd Albert adjunct-directeur bij Vrij Nederland. Popkes zoon Sjoerd (1943-2022) is genoemd naar zijn gefusilleerde oom.

## Nagedachtenis
Bakker wordt herdacht op de plaquette aan de Plantage Kerklaan in Amsterdam, op het voormalige Amsterdamse bevolkingsregister, waar de twaalf verzetsstrijders die betrokken waren bij de aanslag op het bevolkingsregister met naam worden genoemd. De plaquette werd al op 4 augustus 1945 onthuld en markeert de plek waar de aanslag plaatsvond.
In het Verzetsmuseum Amsterdam werd Bakker herdacht in de tentoonstelling Mode op de bon (2019). Deze tentoonstelling belichtte de rol van mode in het dagelijks leven tijdens de Tweede Wereldoorlog, met speciale aandacht voor de manier waarop mode werd ingezet in het verzet.
In 2021 verscheen het boek Je mag wel bang zijn, maar niet laf van Toni Boumans. In het voorwoord schrijft zij: „Een verhaal over een familie met homoseksuele broers, opgevoed in een streng gereformeerd milieu in Friesland, broers die, net als Sjoerd, in de oorlog de kant kozen van het verzet. Zo werd Sjoerd onderdeel van zijn illustere Friese familie en daarmee van een groter verhaal dan alleen het zijne.” Het boek besteedt speciale aandacht aan Sjoerds rol als kleermaker die de politie-uniformen maakte die werden gebruikt bij de aanslag op het Amsterdamse bevolkingsregister. Boumans belicht het morele en persoonlijke conflict binnen de familie en plaatst Sjoerds levensverhaal binnen een breder kader van moed en verzet.
In recente jaren is er groeiende erkenning gekomen voor de rol van homoseksuele verzetsstrijders zoals Bakker. Zijn naam en verhaal worden regelmatig genoemd in het bredere discours over queer verzetsgeschiedenis. In de musical Willem & Frieda: Roze Verzet, die in 2025 in première ging en onderdeel was van het officiële programma van Pride Amsterdam, komt Sjoerd Bakker voor als een van de jonge verzetsmensen in de kring rond Willem Arondéus en Frieda Belinfante. De voorstelling benadrukt de moed en solidariteit binnen dit netwerk van kunstenaars, homoseksuelen en andere buitenstaanders die zich actief verzetten tegen het naziregime. De rol van Bakker wordt vertolkt door Sem van der Hijden.